# Hackney South and Shoreditch
Circonscription parlementaire de la Chambre des communes
La circonscription de Hackney South et Shoreditch est une circonscription électorale anglaise située dans le Grand Londres, et représentée à la Chambre des communes du Parlement britannique depuis 2005 par Meg Hillier du Parti travailliste.

## Géographie
La circonscription comprend :
- La partie sud du borough londonien de Hackney
- Les quartiers de Hoxton, Homerton, London Fields, Hackney Central, Haggerston, Lea Bridge, South Hackney et De Beauvoir Town

## Députés
Les Members of Parliament (MPs) de la circonscription sont :
| Législature                                                   | Années       | Député | Député          | Parti             |
| ------------------------------------------------------------- | ------------ | ------ | --------------- | ----------------- |
| Hackney South and Shoreditch issue de Shoreditch and Finsbury |              |        |                 |                   |
| 46e                                                           | 1974–1974    |        | Ronald Brown    | Travailliste      |
| 47e                                                           | 1974–1979    |        | Ronald Brown    | Travailliste      |
| 48e                                                           | 1979–1983    |        | Ronald Brown    | Travailliste      |
| 48e                                                           | 1981-1983    |        | Ronald Brown    | Social-démocrate  |
| 49e                                                           | 1983–1987    |        | Brian Sedgemore | Travailliste      |
| 50e                                                           | 1987–1992    |        | Brian Sedgemore | Travailliste      |
| 51e                                                           | 1992–1994    |        | Brian Sedgemore | Travailliste      |
| 52e                                                           | 1997–2001    |        | Brian Sedgemore | Travailliste      |
| 53e                                                           | 2001–2005    |        | Brian Sedgemore | Travailliste      |
| 53e                                                           | 2005-2005    |        | Brian Sedgemore | Libéral-démocrate |
| 54e                                                           | 2005–2010    |        | Meg Hillier     | Travailliste      |
| 55e                                                           | 2010–2015    |        | Meg Hillier     | Travailliste      |
| 56e                                                           | 2015–2017    |        | Meg Hillier     | Travailliste      |
| 57e                                                           | 2017–2019    |        | Meg Hillier     | Travailliste      |
| 58e                                                           | 2019–Présent |        | Meg Hillier     | Travailliste      |

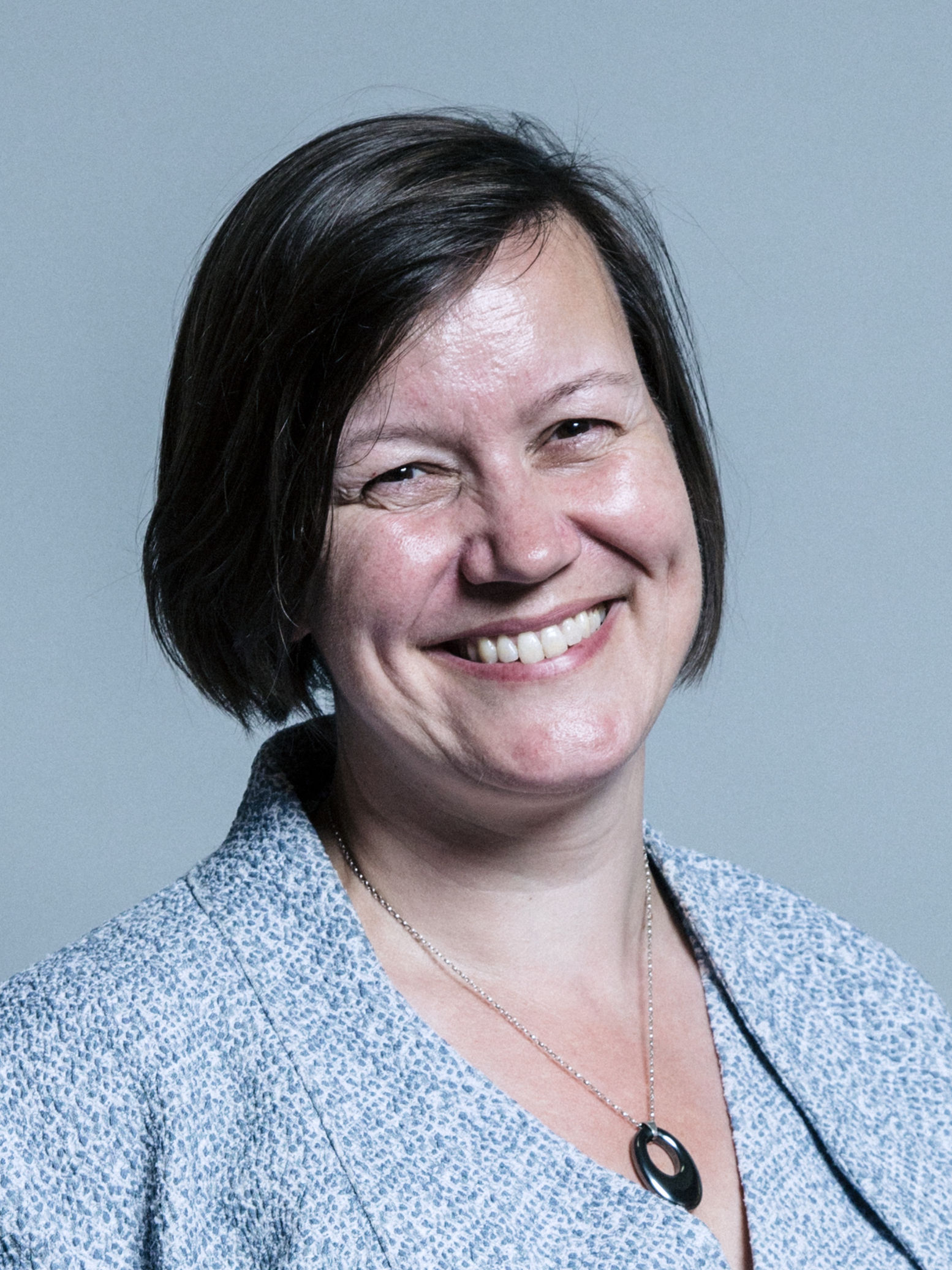
Meg Hillier (2005-Présent)